# Marco Pogo
Marco Pogo (alemany: Dominik Wlazny)  (Viena, 27 de desembre de 1986) és un músic i polític austríac. És el fundador i líder del partit polític satíric Bierpartei Österreich. Va ser candidat a la presidència d'Àustria a les eleccions del 2022.

## Trajectòria
Dominik Wlazny va néixer a Viena el 1986. Va tocar la guitarra des de petit i va començar a fer música professionalment als 16 anys. El 2003 es va convertir en cantant i baixista de The Gogets i va adoptar el seu nom artístic, Marco Pogo. El 2005 es va graduar a l'escola secundària a Hollabrunn i va començar a estudiar medicina a la Universitat de Medicina de Viena. Va finalitzar la seva tesi l'any 2012 sobre l'eficàcia i la tolerabilitat de l'azitromicina.
Des del 2014, Wlazny és el líder del grup de punk rock Turbobier, que ha encapçalat les llistes austríaques d'àlbums i ha guanyat l'Amadeus Austrian Music Award els anys 2016 i 2022. El 2016 Wlazny va fundar el segell independent Pogo's Empire, i va publicar el llibre Gschichtn l'octubre de 2021, on explica històries i anècdotes de la seva vida.

### Carrera política
Wlazny va fundar el Bierpartei Österreich el 2014, fet que va coincidir amb la publicació de la cançó «Die Bierpartei» a l'àlbum debut de Turbobier. El partit es va presentar per primera vegada a les eleccions el 2019 i va presentar una llista a Viena per a les eleccions legislatives austríaques de 2019. Wlazny n'era el cap de llista i va obtenir poc menys de 5.000 vots i cap escó. El partit es va tornar a presentar a les eleccions estatals vieneses de 2020 i, tot i que no va aconseguir cap escó a l'ajuntament amb l'1,8% dels vots, el partit va aconseguir onze escons en diferents consells de districte. Wlazny va ser elegit al consell de Simmering. A les eleccions es presenta amb el seu nom de naixement.
Wlazny va anunciar a finals del 2021 que es presentaria a les eleccions presidencials austríaques de 2022. Dos mesos abans de les eleccions del 19 d'agost va anunciar que havia reunit les 6.000 signatures necessàries per a presentar-se, essent el primer candidat a fer-ho. Als 35 anys i 10 mesos, es va convertir en el candidat més jove a la presidència d'Àustria (l'edat mínima per a concórrer-hi és de 35 anys).
Wlazny va proposar un nou procés d'avaluació basat en competències per als ministres federals i va demanar que s'introduïssin cursos d'alfabetització mediàtica al currículum escolar. Va suggerir que el president hauria d'actuar més com a guia moral i va referir-se a la necessitat d'una major acció pel que fa a la inflació, la sanitat, les energies renovables, les persones refugiades i l'educació. Va obtenir 337.010 vots a les eleccions, el 8,31% dels sufragis, i va quedar tercer. Va ser el segon candidat més popular a Viena amb un 10,7%, darrere del reelegit Alexander Van der Bellen.